# داستان ناتمام
داستان ناتمام فیلمی به کارگردانی  و نویسندگی حسن یکتاپناه ساختهٔ سال ۱۳۸۲ است. این فیلم در سال ساخت خود نمایشی محدود در جشنواره‌ فجر داشت، اما پس از آن به علت نگاه سیاه و بدبینانه به مقوله «وطن» توقیف شد و تنها اکران آن،‌یک اکران محدود در سینماتک موزه هنرهای معاصر تهران(۱۳۸۴) بود.  

## خلاصه داستان
مزدک یک کارگردان جوان مستند ساز است که تصمیم به ساخت فیلمی درباره مهاجرت و فرار ایرانیان به خارج از مرزها می‌گیرد. او در مسیر مهاجرت عده‌ای از هموطنان، همراه آن‌ها شده و از مسافران دل‌بریده از وطن در جریان سفری بی‌بازگشت تصویربرداری می‌کند. آن‌ها سوار اتوبوس می‌شوند و همراه با قاچاقچیان به شهری مرزی می‌روند. در نزدیکی مرز، کارگردان جوان در ارتباط با آدم‌های مختلف در سنین و طیف‌های مختلف اجتماعی عمیق شده و از آن‌ها در خصوص تصورشان از آن چه که بیرون از این مرز خواهند دید سوال می‌کند.
حوادث مختلفی روی می دهد: فیلمبردار کشته می شود، دختر جوان و پسر روستایی که عاشق هم هستند از یکدیگر جدا می‌افتند، مرد مرموز و ساکتی که دائماً در حال مطالعه است می‌میرد و بالاخره مزدک به این نتیجه می رسد که آسمان، همه‌جا یک رنگ است، با این حال خود به آن سوی مرز عزیمت می کند.

## بازیگران
- مزدک تایبی
- مهدی بقاییان
- حمیدرضا نعمت الهی
- لطف اله سیفی(لویی)